# 富澤秀機
富澤 秀機（とみざわ ひでき）は作家、ジャーナリスト。 日本・群馬県前橋市出身。

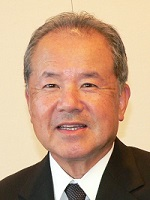
ＴＶＯ社長時代

## 経歴
1967年、早稲田大学第一政治経済学部を卒業後、日本経済新聞社に入社。ワシントン特派員として3年間米国に滞在。政治部長、大阪本社編集局長を歴任する。2001年、常務取締役となり、2002年に大阪本社代表。
2003年6月、テレビ大阪代表取締役社長に就任し、2007年6月に同社会長となる。2012年現在は日本経済新聞社客員、テレビ大阪顧問。

## 役職
- 文化庁文化審議会委員（2001年７月 - 2009年2月まで8期）
- 首相官邸観光立国推進戦略会議委員（2004年5月 - 2009年11月まで5期）[3]
- 国土交通省交通政策審議会委員（2005年2月 - 6期・社会資本整備・観光・航空・鉄道分科会委員を兼務）

## 著書
- 『松陰の妹を妻にした男の明治維新』徳間書店、2015年3月18日（原著1983年1月）。ISBN 978-4-19-863919-8。
- 『イタリア伯爵 糸の町を往く』上毛新聞社 出版部、2017年4月26日。ISBN 978-4863521766。